# Guillaume Rocquelin
Guillaume "Rocky" Rocquelin, född 14 augusti 1974, är en fransk ingenjör som var senast chef för raceingenjörerna för det österrikiska Formel 1-stallet Red Bull Racing. Sedan april 2022 har han en ledande roll i Red Bulls utbildningsprogram Red Bull Junior Team.
Han avlade en examen i maskinteknik vid Institut polytechnique de Grenoble. Rocquelin inledde sin karriär inom motorsport med att flytta till USA och arbeta inom Champ Car och Indycar Series och för stallen Pacwest Racing och Newman-Haas Racing. År 2006 gick han över till F1 och fick en anställning hos Red Bull. Rocquelin blev raceingenjör åt David Coulthard. År 2009 blev han det för Sebastian Vettel, som lyckades vinna fyra förar- och konstruktörsmästerskap mellan 2010 och 2013. År 2015 blev Rocquelin befordrad till att bli chef för samtliga raceingenjörer i Red Bull.